# Анджей Земба (математик)
Анджей Земба (1929—1986) — польський математик, астрофізик, педагог і викладач, випускник Вроцлавського університету, пов'язаний з Педагогічним університетом в Ополе та з Ягеллонським університетом.

## Біографія
Народився 28 січня 1929 року у Спориші (нині район Живця). Закінчив початкову школу в Живці, а потім гімназію. Вивчав математику у Вроцлавському університеті, будучи одним із учнів Гуго Штайнгауза. Після захисту докторської дисертації з теорії ігор в Математичному інституті Польської академії наук у 1959 році він почав працювати в Вищій педагогічній школі в Ополе, де через рік обійняв посаду декана факультету математики та фізики Опольської вищої педагогічної школи, яку покинув 1962 року, залишившись одним із двох проректорів вищої педагогічної школи (до 1968). Після звільнення з політичних мотивів Мавриция Горна фактично очолював Опольську вищу педагогічну школу в період з 30 квітня по 30 серпня 1968 року.
У 1967 році він опублікував свою відому працю під назвою «Теорія диференціальних ігор», що принесла йому загальноєвропейську славу. Через три роки він переїхав до Ягеллонського університету в Кракові, де викладав релятивістську астрофізику та космологію. 1971 року отримав штатну посаду в Астрономічній обсерваторії Ягеллонського університету. До 1975 року працював за сумісництвом і в Опольській вищій педагогічній школі. Був активним членом Демократичної партії. У 1980-х роках емігрував з Польщі, долучившись з-за кордону до допомоги «Солідарності». Перебуваючи в еміграції, він читав лекції спочатку в Базелі, а потім у Відні, де раптово помер 8 серпня 1986 року.
У 1983 Зенба був співзасновником (разом із Зофією Райнбахер) «Польської книгарні» у Відні, яка поширювала емігрантські видання.
Він був особливо популярним серед студентів через своє пряме ставлення до молоді. Неодноразово брав участь у студентських туристичних зльотах. Він був пристрасним курцем і ніколи не розлучався з цигарками навіть під час лекцій. З 1985 року був членом Польського наукового товариства за кордоном.

## Особисте життя
У 1952 році одружився. Він і його дружина мали чотирьох дітей: Мацея, Войцеха, Ганну та Катажину.